# Tyringham Cobble
Tyringham Cobble ist ein 206 Acres (0,8 km²) umfassendes Naturschutzgebiet bei der Stadt Tyringham im Bundesstaat Massachusetts der Vereinigten Staaten. Es wird von der Organisation The Trustees of Reservations verwaltet.

## Geschichte
Im späten 18. Jahrhundert rodeten die ersten Siedler die bewaldeten Abhänge des namensgebenden Cobble Hill. Die Bevölkerung von Tyringham wuchs schnell; zu den ersten Einwohnern zählten auch Shaker, denen in den 1840er Jahren ein 2.000 Acres (8,1 km²) großes Grundstück gehörte, auf dem auch Tyringham Cobble lag und wo sie Rinder und Schafe weiden ließen. Um 1885 zogen sie jedoch weiter nach Hancock und Enfield, wo die Landwirtschaft mehr Profit versprach. Die Farmer, die das Grundstück übernahmen, ließen dort ebenfalls Schafe und später auch Milchkühe weiden. Auch heute noch stehen dort Hereford-Rinder, während andere Teilbereiche für die Erzeugung von Heu genutzt werden.
1930 kaufte eine Gruppe um Olivia Cutting James den Hügel und einige Parzellen in der Umgebung, um eine Bebauung zu verhindern. 1961 vererbte sie ihren Anteil an die Trustees, 1963 übereigneten auch die anderen Mitglieder der Gruppe den Rest der Grundstücke.

## Schutzgebiet
Aus geologischer Sicht entstand der Hügel aufgrund massiver tektonischer Bewegungen, durch die lokale Bänke emporgehoben wurden und den Felsuntergrund freilegten. Es handelt sich daher um einen der wenigen Orte in Neuengland, wo man auf einer massiven Aufschiebung stehen kann. Die Basis des Hügels besteht aus im Ordovizium entstandenem Marmor, während am oberen Ende vorwiegend Gneis aus dem Präkambrium zu finden ist.
Besuchern stehen 2 mi (3,2 km) Wanderwege zur Verfügung, zu denen auch ein Abschnitt des Appalachian Trail gehört. An der Nordgrenze des Schutzgebiets fließt der Hop Brook, wo der ehemalige US-Präsident Grover Cleveland bevorzugt angelte.